# Вэн Оухун
Вэн Оухун (кит. 翁偶虹, пиньинь Wēng Ǒuhóng; 9 июня 1908, Пекин, Империя Цин — 19 июня 1994, Пекин, КНР) — китайский драматург, театральный режиссёр

, театральный педагог, театровед, исследователь пекинской оперы.
Детское имя — Вэн Линьшэн (кит. трад. 翁麟聲, упр. 翁麟声, пиньинь Wēng Línshēng).

## Биография
Родился 9 июня 1908 года в Пекине в семье работника казначейства, который также был поклонником пекинской оперы. Ещё в школьные годы сам увлёкся пекинской оперой и как пяою выступал на сцене. Дядя мальчика, Лян Хуэйтин (кит. 梁惠亭), был известным исполнителем ролей хуалянь.
Окончил Цзинчжаоскую высшую школу. После создания в 1930 году Китайского колледжа драмы (кит. 中华戏剧专科学校) поступил в него педагогом на неполный день; с 1934 года — сценарист и режиссёр в колледже; с 1935 года — председатель комиссии по улучшению оперы.
С 1949 года до выхода на пенсию в 1974 году работал сценаристом Китайского театра пекинской оперы.

## Творчество
За свою творческую карьеру написал, адаптировал, составил и переписал более ста опер, наиболее известные из которых «Солинь Нан», «Цзян Сян Хэ» (кит. 将相和), «Повествование о разбойниках» (кит. 响马传), «Переполох в Небесных чертогах» (кит. 大闹天宫), «Ли Куй навещает мать» (кит. 李逵探母) и «Легенда о красном фонаре».